# La Mie Câline
La Mie Câline es una empresa francesa de la industria agroalimentaria que distribuye sus productos vía un red de sandwichera y de comida rápida. Fue fondada por André Barreau en 1985.
La empresa tiene más de 240 puntos de ventas en Francia. Anunció que atendió a 42 millones de clientes en 2015.  

## Historia
Hacia 1850, la familia Barreteau poseía un molino harinero en el molino Bourrine, en Saint-Urbain (Vendée).
En 1920, Louis y Angelina Barreteau se installa en Sallertaine (Vendée) para abrir una panadería; forman la primera generación de panadero. 
En 1947, Daniel y Jeanne-Marie Barreteau toman el relevo de los padres de Daniel. Abandonan Sallertaine en 1957 para instalarse en Saint-Jean-de-Monts (Vendée).
En 1975, André su esposa Michelle y Catherine Barreteau (hijo e hija de Daniel y de Jeanne-Marie Barreteau). Durante esta primera década de sus vida laboral, industrializaron sus instalaciones de transformación y desarrollan sus profesiones : André aprendió a trabajar en equipo, desarrolló sus  capacidades de gestión y puso a punto la técnica de ultracongelación de los productos. 
Catherine se hizo responsable de la parte comercial del negocio; mientras que Michelle aportó sus competencias de contabilidad y se encargó de la parte financiera.
En 1985, se creó el primer terminal de cocción, llamado al primero « La Croissanterine », por André Barreteau en Challans, en la región de Vendée..
En 1986, se fundó la empresa « Monts Fournil » : el panadero artisanal se convirtió en fabricante de productos de panificación industrial; el comerciante transfirió la gestión de las tiendas a sus socios y se convirtió en  franquiciador .
En 1994, la red contaba con 22 tiendas, y «La Croissanterine» cambió de nombre para convertirse en «La Mie Câline»
En 1996, la unidad industrial de transformación se trasladó para extenderse, alcanzando una superficie de 4 000 m². La franquicia contaba entonces con 35 tiendas.
En 1999, se creó la LMM (Logística Monts Fournil-Mousset), la filial logística, en asociación con el transportista Mousset. 
En 2001, la unidad de transformación aumentó a 10 000 m² y se abrió la tienda número 100.
En 2004, el logotipo y las tiendas fueron renovados.
En 2008 la empresa se diversifica y crea la enseigna “la mie câline à tables” que se implenta en las periferias de ciudades. 
En marzo de 2009 la empresa unase a “Club Génération Responsable”, para trabajar con las redes en temas de desarrollo sostenible. Ese mismo año, la cadena dejó de distribuir bolsas de plástico desechables y pasó a utilizar bolsas de papel y de plástico reutilizables.  
En noviembre de 2009, Monts-Fournil invertie en una « plata-forma verde » de 3 000 m² implantado junto al centro de transformación: paneles fotovoltaicos, tejado verde...
A finales de 2011, la marca puso a prueba su nuevo concepto de tienda «Taller de panadería y restauración» en Nantes y La Roche-sur-Yon. La empresa ha experimentado una metamorfosis, con un rótulo colorido que transmite energía y emoción: panadería, pan y restauración.  
El 4 de junio de 2012, el nuevo concepto de «Taller de Panadería y Restauración La Mie Câline» recibió por unanimidad el «Janus du Commerce» del Instituto Francés de Diseño.

## planta procesadora, almacenes y productos.
Los productos son fabricados crudos o precocinados  congelados en su único sitio de producción en Saint-Jean-de-Monts en Vendée. Se transportan a los puntos de venta de La Mie Câline, que funcionan con un sistema de terminal de panadería. Las tiendas suelen estar situadas en el centro de las ciudades y emplean entre 5 y 15 personas .
Estos negocios ofrecen “ productos para llevar " como :
- panes ,
- pasteles ,
- pasteles ,
- sándwiches ,
- ensaladas ,
- productos cocidos,
- Café y bebidas calientes.

## Red
|                              | Evolución de la red La Mie Cuddle |      |      |      |      |      |      |      |      |      |      |      |
| Años                         | 1985                              | 1994 | 1996 | 2001 | 2004 | 2005 | 2006 | 2007 | 2008 | 2009 | 2010 | 2011 |
| Número de tiendas en Francia | 2                                 | 22   | 35   | 100  | 136  | 138  | 152  | 161  | 174  | 191  | 201  | 200  |
| incluyendo deducibles        | 1                                 | -    | -    | -    | 120  | 124  | 136  | 148  | 160  | 169  | 186  | 177  |

## Lemas
- 1994 - 2004 : “ La tierna Mie es deliciosamente simpática. »
- 2004 - 2012 : “ La miga mimosa, del buen grano al buen pan »
- 2012 - 2023 : “ Taller de pan y restauración »
- Desde 2023 : “ la felicidad está aquí » [1]

Logo de 2012 à 2023. Logotipo de 2012 a 2023.
Logo depuis 2023. Logotipo desde 2023.

## Patrocinio
La empresa patrocina el barco de Arnaud Boissiere durante las ediciones de la Vendée Globe disputadas en 2016 y 2021.

### Enlace externo
- http://www.lamiecaline.com/
- Portal:industrie. Contenido relacionado con entreprises.

- Datos: Q3210704